# 트브르트코 1세

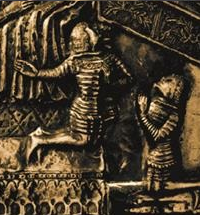

스체판 트브르트코 1세 코트로마니치(보스니아어: Stjepan Tvrtko I Kotromanić)는 중세 보스니아 역사상 가장 위대한 반(보스니아 반샤그)이자 왕(보스니아 왕국)이다. 코트로마니치 왕조 출신으로 선대 반 스체판 2세의 조카이며 그의 작위를 이어받았다. 부친은 블라디슬라프 코트로마니치(Vladislav Kotromanić), 모친은 옐레나 슈비치(Jelena Šubić)이다. 세르비아의 차르 스테판 우로시 5세 네야키(Стефан Урош V Нејаки)와는 8촌간이며 헝가리의 여왕 엉주 마리어와 폴란드 여왕 야드비가에게는 5촌 당숙이 된다.